# 两河乡 (汉源县)
两河乡，是中华人民共和国四川省雅安市汉源县曾经下辖的一个乡。

## 行政区划
两河乡撤销前下辖以下地区：
双江村、富康村、五星村、青林村和赵院村。